# Mounès Khammar
Mounès Khammar (1975) è un regista cinematografico algerino.

## Biografia
La sua carriera comincia nel campo della comunicazione, poi si dedica al cinema come assistente di produzione. Debutta alla regia nel 2003 con il cortometraggio sperimentale N'rouhou.
Nel 2004 viene ammesso a un workshop organizzato dal La Fémis di Parigi per registi e produttori provenienti da dodici paesi di tutto il mondo. Sempre nel 2004 fonda la sua casa di produzione, la Saphina Production. Le dernier passager, del 2010, è il suo primo cortometraggio di fiction.

## Filmografia
- N'rouhou - cortometraggio (2007)
- Le dernier passager - cortometraggio (2010)
- Warda Al Jazayria: Eyyam - cortometraggio (2013)
- Like Your Brother, co-regia con Jérémie Laurent - cortometraggio (2013)